# Idotea ostroumovi
Idotea ostroumovi är en kräftdjursart som beskrevs av Sowinsky 1895. Idotea ostroumovi ingår i släktet Idotea och familjen tånglöss. Inga underarter finns listade i Catalogue of Life.